# Willard Harrison Bennett
Willard Harrison Bennett (* 13. Juni 1903 in Findlay, Ohio; † 28. September 1987) war ein US-amerikanischer Physiker und Erfinder. Er führte Untersuchungen in der Plasma-, Astro-, Geo- und Chemophysik aus. 
1930 wurde er Professor an der Ohio State University. Nachdem er im Zweiten Weltkrieg in der US-Armee gedient hatte, wurde er 1961 Burlington Professor of Physics an der North Carolina State University. 1976 wurde er emeritiert. 
Bennett gehörte zu den Pionieren der Plasmaphysik und legte damit Grundlagen für die Forschung zur Entwicklung eines Kernfusionsreaktors. 1950 entwickelte er das Radiofrequenz-Massenspektrometer zur Messung der Massen von ionisierten Atomen, das unter anderem auf dem sowjetischen Satelliten Sputnik 3 verwendet wurde.